# Salomon Korn

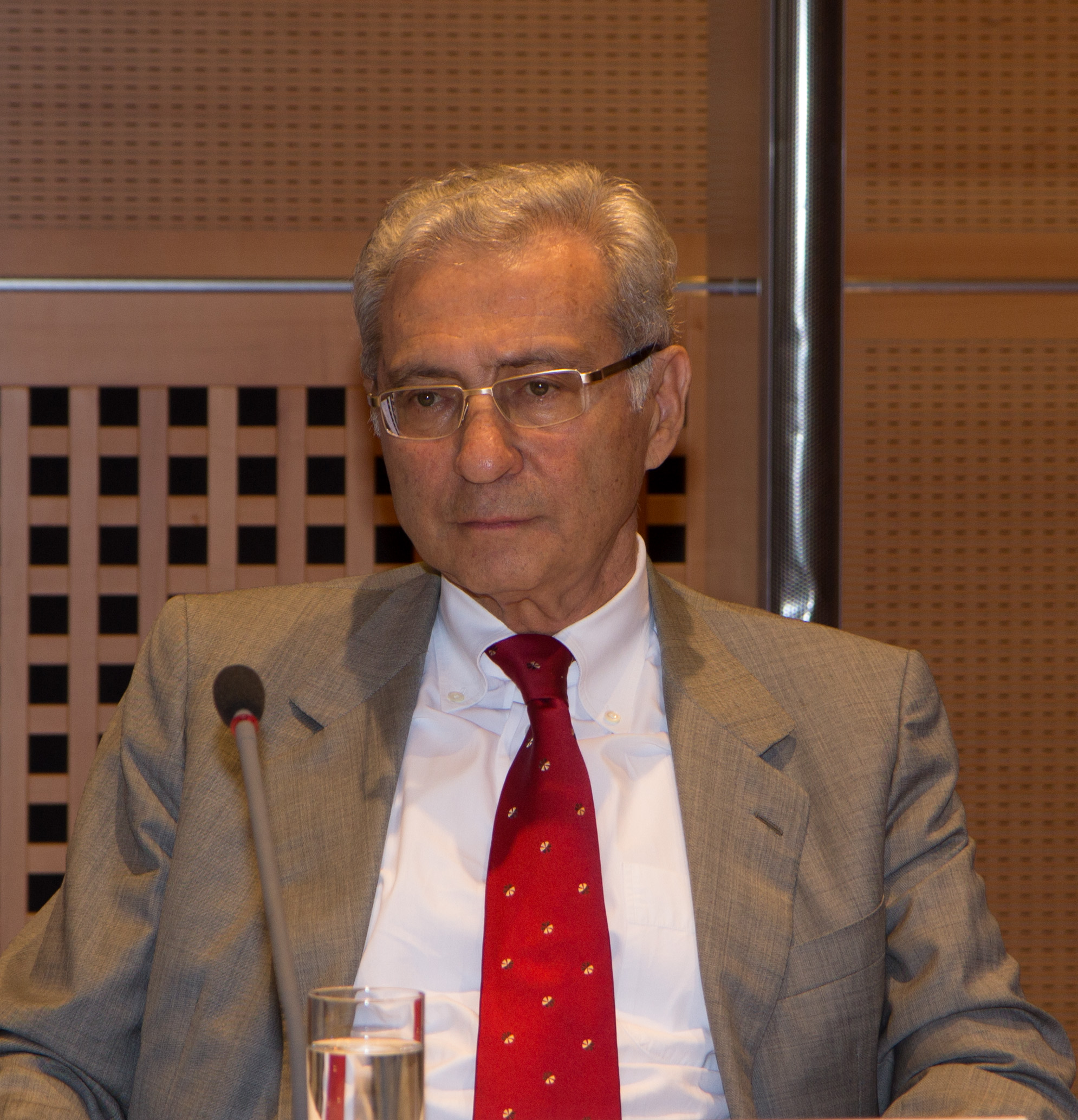
Salomon Korn (2018)

Salomon Korn (geboren am 4. Juni 1943 in Lublin) ist Architekt, Ehrensenator der Universität Heidelberg und Vorsitzender der Jüdischen Gemeinde Frankfurt am Main. Er war Vizepräsident des Zentralrats der Juden in Deutschland.

## Leben
Salomon Korns Großvater war Rabbiner im polnischen Lublin. Er selbst wurde als ältester von drei Brüdern im Ghetto Lublin geboren.  Nach dem Krieg kam er mit seinen Eltern als „Displaced Person“ in das DP-Lager Frankfurt-Zeilsheim. Zu diesem Zeitpunkt hatte die Familie vor, in die USA oder nach Israel auszuwandern, aber sie verschoben die Emigration immer wieder und blieben schließlich. Korn besuchte in dieser Zeit die Helmholtzschule. 1964 heiratete er Maruscha Rawicki, mit der er drei Kinder hat. Korn studierte Architektur mit Nebenfach Soziologie in Berlin und Darmstadt und wurde 1976 über die Reform des Strafvollzugs zum Dr. phil. promoviert.
Nach seinen Plänen wurde in Frankfurt am Main das Jüdische Gemeindezentrum erbaut und 1986 unter dem von ihm formulierten, programmatischen Wort: „Wer ein Haus baut, will bleiben, und wer bleiben will, erhofft sich Sicherheit“ eröffnet. Eine Woche später wurde er in den Vorstand der Jüdischen Gemeinde Frankfurt gewählt. In den 1990er Jahren trat Korn vor allem mit kritischen Beiträgen zur Debatte um ein zentrales Holocaust-Denkmal in Erscheinung. Immer wieder antwortete er auf antisemitische Ausfälle. Er veröffentlichte Werke zu sozialwissenschaftlichen und architekturgeschichtlichen Themen.

### Funktionen
Seit 1999 ist er Vorstandsvorsitzender der Jüdischen Gemeinde Frankfurt am Main und war von 2003 bis 2014 Vizepräsident des Zentralrats der Juden in Deutschland (die Präsidentschaft lehnte er wiederholt ab).

### Mitgliedschaften
Er ist Mitglied in mehreren Stiftungen, darunter Vorstandsmitglied der Ludwig-Börne-Stiftung, des Stiftungsrates der Europäischen Stiftung Kaiserdom zu Speyer und des Kuratoriums Große Dom-Restaurierung, der Kommission zur Erforschung der Geschichte der Frankfurter Juden (Magistratskommission), der Stiftung zur Förderung der wissenschaftlichen Beziehungen der Johann Wolfgang Goethe-Universität, des Kuratoriums des Ignatz-Bubis-Preis für Verständigung (Kulturpreis der Stadt Frankfurt a. M.), des Kuratoriums der Stiftung Denkmal für die ermordeten Juden Europas, des Senats der Deutschen Nationalstiftung, des Fördervereins für Jiddische Sprache und Kultur e. V., des Kuratoriums der Stiftung 20. Juli 1944, des Kuratoriums Oper in der Hersfelder Stiftsruine, des Fördervereins Freundeskreis des Deutschen Filminstituts e. V., der Walther Rathenau Gesellschaft e. V., des ZDF-Fernsehrates, des Beirats des American Jewish Committee Berlin, des Kuratoriums des Sigmund-Freud-Institut Frankfurt am Main, des Kuratoriums des Leo Baeck Instituts, der Kommission Europäische Traditionen-Enzyklopädie jüdischer Kulturen bei der Sächsischen Akademie der Wissenschaften zu Leipzig; von 2003 bis 2015 war er Kuratoriumsvorsitzender der Hochschule für Jüdische Studien Heidelberg sowie Vorsitzender des Zentralarchivs zur Erforschung der Geschichte der Juden in Deutschland. Er ist Mitglied des Kuratoriums der Bundesstiftung Jüdisches Museum Berlin.

### Ehrungen
Salomon Korn erhielt den „Cicero-Rednerpreis“ 2005 für besondere rednerische Leistungen in der Kategorie Politik. Im Mai 2006 verlieh ihm das Land Hessen aufgrund seiner Verdienste um das Thema „Erinnerung“ den Titel Professor. Seit Oktober 2006 ist er Ehrensenator der Ruprecht-Karls-Universität Heidelberg und von 2008 bis 2017 war er Mitglied des Universitätsrates der Universität Heidelberg; 2009 erhielt er den Hessischen Kulturpreis und 2017 die Wilhelm-Leuschner-Medaille des Landes Hessen.

## Zitate
- „Etwa zwischen 1900 und 1933 begannen Synagogen in Deutschland trotz vorausgegangener Kontroversen vor allem in Großstädten allmählich Teil des jeweiligen gewachsenen Ortsbildes zu werden. Mit der Zerstörung von mehr als 1400 jüdischen Gotteshäusern während und nach der Reichskristallnacht 1938 – darunter auch der Semper-Synagoge in Dresden – endete diese sich anbahnende Entwicklung abrupt, und eine deutsche Baugattung verschwand nahezu vollständig aus dem Bewusstsein der Deutschen.“ (FAZ, 27. Oktober 2008)
- „Wer ein Haus baut, will bleiben, und wer bleiben will, erhofft sich Sicherheit.“ (am 14. September 1986 bei der Eröffnung des von ihm entworfenen Jüdischen Gemeindezentrums Frankfurt; lt. FAZ, 4. September 2007)
- „Wir haben das 20. Jahrhundert verlassen, aber das 20. Jahrhundert hat uns nicht verlassen.“ (18. Juli 2005)
- „Nach allem, was zwischen 1933 und 1945 geschehen ist, ist es normal, dass noch nicht alles normal ist.“ (18. Juli 2005)